# 富塚町 (浜松市)
富塚町（とみつかちょう）は静岡県浜松市中央区の町名。丁番を持たない単独町名である。住居表示未実施。

## 地理
町内の中央を段子川が流れ、南西部は佐鳴湖に面する。東で布橋三丁目及び文丘町、西で大平台一丁目・神ケ谷町・西山町、南で佐鳴台五丁目及び蜆塚三丁目、北で和合町と接する。

### 湖
- 佐鳴湖

### 河川
- 段子川

### 学区
- 浜松市立広沢小学校（御前谷自治会、東自治会（向平南3組、向平南4組及び小薮飛地））
- 浜松市立富塚小学校（東自治会（向平南3組、向平南4組及び小薮飛地を除く）、北自治会及び中自治会（上ノ平地区を除く））
- 浜松市立富塚西小学校（西自治会及び中自治会（上ノ平地区））
- 浜松市立蜆塚中学校（御前谷自治会、東自治会（向平南3組、向平南4組及び小薮飛地））
- 浜松市立富塚中学校（東自治会（向平南3組、向平南4組及び小薮飛地を除く）、北自治会、中自治会及び西自治会）

## 歴史

### 沿革
- 1876年（明治9年） - 敷知郡富塚村のうち、沢を浜松宿に分割。また、小藪村を編入[書籍 1]。
- 1889年（明治22年）4月1日 - 町村制の施行により、富塚村・両追分村・和地山村・浜松宿の一部（沢=浜松沢）が周辺の村と合併して富塚村となる。旧村名は富塚村の大字として残る[書籍 2]。
- 1896年（明治29年）4月1日 - 郡制の施行により、富塚村の所属郡が浜名郡に変更となる。
- 1908年（明治41年）12月28日 - 富塚村が吉野村大字段子川を編入する[書籍 3]。
- 1912年（大正元年）10月1日 - 富塚村の一部を浜松市に編入される[書籍 3]。
- 1936年（昭和11年）2月11日 - 浜名郡富塚村が同郡曳馬町とともに浜松市に編入される[書籍 3]。
- 1966年（昭和41年）5月1日 - 名残町と富塚町、和地山町の各一部を合わせて文丘町が成立[WEB 7]。
- 1972年（昭和47年）8月1日 - 蜆塚町と富塚町の各一部を合わせて蜆塚三丁目が、蜆塚町・入野町・西伊場町・富塚町の各一部を合わせて蜆塚四丁目が成立[WEB 7]。
- 1973年（昭和48年）
  - 4月1日 - 医師会中央病院を前身とする県西部浜松医療センターが開設される。
  - 11月8日 - 遠鉄ストア1号店となる向平店（現：富塚店）が営業開始する。
- 1976年（昭和51年）1月1日 - 入野町・富塚町・蜆塚町の各一部を合わせて佐鳴台五丁目が成立[WEB 7]。
- 1978年（昭和53年）4月1日 - 浜松市立権現谷保育園が開設される。
- 1979年（昭和54年）4月1日 - 浜松市立富塚小学校より分離し、浜松市立富塚西小学校が開校する。
- 1983年（昭和58年） - 浜松市立富塚公民館がオープンする。
- 1987年（昭和62年）4月 - 浜松市立北部中学校より分離し、浜松市立富塚中学校が開校する。
- 1989年（平成元年）8月6日 - 第1回佐鳴湖花火大会が開催される。
- 1998年（平成10年）3月26日 - 遠鉄ストア向平店が富塚店に名称変更し、増床新築オープン。
- 2007年（平成19年）4月1日 - 浜松市が政令指定都市となる。富塚町は中区の一部となる。
- 2011年（平成25年）4月1日 - 県西部浜松医療センターから浜松医療センターに名称変更する。
- 2013年（平成25年）4月1日 - 浜松市立富塚公民館が浜松市富塚協働センターに名称変更する。
- 2024年（令和6年）1月1日 - 浜松市の行政区再編により、富塚町は中央区の一部となる。

## 施設
- 浜松市富塚協働センター
- 静岡県警察浜松中央警察署富塚町交番
- 浜松市消防局中消防署富塚出張所
- 浜松市立権現谷保育園
- 学校法人富塚学園 富塚幼稚園
- 社会福祉法人どれみ会 音の森こども園
- 浜松市立富塚小学校
- 浜松市立富塚西小学校
- 浜松市立富塚中学校
- 浜松医療センター
- 静岡銀行富塚支店
- 浜松いわた信用金庫富塚支店
- JAとぴあ浜松富塚支店
- 浜松富塚郵便局
- 遠鉄ストア富塚店
- 主婦の店富塚店
- 杏林堂薬局富塚店
- ユーコープ富塚店
- ローソン（浜松富塚店、浜松富塚北店）
- ENEOS富塚SS（遠鉄石油（遠鉄グループ）が運営）
- ENEOS富塚SS（鈴秀が運営）
- 総合エネルギーカーケアセルフ富塚SS（冨士物産が運営）
- 佐鳴湖公園
- 富塚公園
- パークタウン公園
- 佐鳴湖パークタウン
- 丸山団地
- あけぼの団地
- 遠州鉄道浜松西営業所富塚車庫
- 妙法塚古墳
- 臨済宗方広寺派 金剛山 両光寺
- 臨済宗方広寺派宝蔵寺
- 臨済宗方広寺派 瑞松山 法林寺
- 富塚神明宮
- 安座山之神神社

## 交通

### バス
- 遠鉄バス - 富塚中学校停留所と弥生団地停留所には自転車駐輪場が併設されている。
  - 8富塚じゅんかん（循環系統）：（浜松駅（広沢経由） 方面 - ）医療センター - 佐鳴台五丁目 - 佐鳴湖 - こやぶ - 大崖下 - 富塚車庫 - パークタウン - パークタウン入口 - 富塚 - 富塚小学校 - うさぎ橋 - 富塚大橋 - 丸山団地 - あけぼの団地 - 長坂橋 - ごんげんや（ - 浜松駅（せいれい病院経由） 方面）
  - 8富塚じゅんかん（安座発着系統）：（浜松駅（広沢経由） 方面 - ）医療センター - 佐鳴台五丁目 - 佐鳴湖 - こやぶ - 大崖下 - 富塚車庫 - パークタウン - パークタウン入口 - 安座
  - 8・8-22大平台線：（浜松駅 方面 - ）医療センター - 佐鳴台五丁目 - 佐鳴湖（ - 大平台1丁目 方面）
  - 8・8-33伊佐見線：（浜松駅 方面 - ）医療センター - 佐鳴台五丁目 - 佐鳴湖 - こやぶ - 大崖下 - 富塚車庫 - パークタウン - パークタウン入口 - 富塚西 - 弥生橋 - 弥生団地 - 弥生団地西（ - 山崎（伊佐見小学校経由））
  - 9さなる台線：（浜松駅 方面 - ）医療センター
  - 30・31舘山寺線、36ひとみヶ丘線、37大久保線：（浜松駅 方面 - ）おかめ坂 - 富塚中学校 - 富塚 - 富塚西 - 弥生橋 - 弥生団地 - 弥生団地西（ - 伊佐見橋・舘山寺町・村櫛・浜名湖ガーデンパーク／湖人見団地・山崎／田端住宅 方面）

### 道路
- 静岡県道48号舘山寺鹿谷線（舘山寺街道、おかめ坂）
- 静岡県道325号宇布見浜松線
- 浜松市道富塚73号線（うさぎ坂）

## その他

### 警察
警察の管轄区域は以下の通りである。
| 番・番地等 | 警察署         | 交番・駐在所 |
| ---------- | -------------- | ------------ |
| 全域       | 浜松中央警察署 | 富塚町交番   |

### 消防
消防の管轄区域は以下の通りである。
| 番・番地等 | 消防署   | 本署/出張所 |
| ---------- | -------- | ----------- |
| 全域       | 中消防署 | 富塚出張所  |

### 書籍
1. ↑  『浜松市史 三』浜松市役所、1980年3月26日、20,21頁。
2. ↑  『浜松市史 三』浜松市役所、1980年3月26日、176頁。
3. 1 2 3  『わが町文化誌 とみつか』浜松市立富塚公民館、2002年6月17日、88頁。

### WEB
1. ↑  “h02_22.csv”.   総務省 (2022年2月10日). 2024年10月4日閲覧。
2. ↑  “chuouku_menseki.xlsx”.   浜松市 (2024年3月12日). 2024年10月4日閲覧。
3. ↑  “静岡県 浜松市中央区 富塚町の郵便番号 - 日本郵便”.   日本郵便. 2025年2月15日閲覧。
4. ↑  “市外局番の一覧”.   総務省 (2022年3月1日). 2024年6月18日閲覧。
5. ↑  “事業所案内及び管轄地域（事務所3件、分室3件）”.   一般社団法人静岡県自動車会議所. 2024年6月18日閲覧。
6. ↑  “住居表示実施状況”.   浜松市 (2024年1月4日). 2024年6月18日閲覧。
7. 1 2 3  “zissizennzi.pdf”.   浜松市 (2024年1月4日). 2024年6月18日閲覧。
8. ↑  “富塚町交番｜静岡県警察”.   静岡県警察 (2024年1月1日). 2024年6月18日閲覧。
9. ↑  “消防署の町別管轄「と」／浜松市”.   浜松市 (2024年3月21日). 2024年6月18日閲覧。